# Danny Mathijssen
Danny Mathijssen est un footballeur néerlandais né le 17 mars 1983 à Bergen op Zoom.

## Carrière
- 2001-02 : Willem II Tilburg  Pays-Bas
- 2002-03 : Willem II Tilburg  Pays-Bas
- 2003-04 : Willem II Tilburg  Pays-Bas
- 2004-05 : Willem II Tilburg  Pays-Bas
- 2005-06 : AZ Alkmaar  Pays-Bas
- 2005-06 : RKC Waalwijk  Pays-Bas
- 2006-07 : AZ Alkmaar  Pays-Bas
- 2006-07 : NAC Breda  Pays-Bas
- 2007-08 : Willem II Tilburg  Pays-Bas
- 2008-09 : Willem II Tilburg  Pays-Bas